# 풀 인용

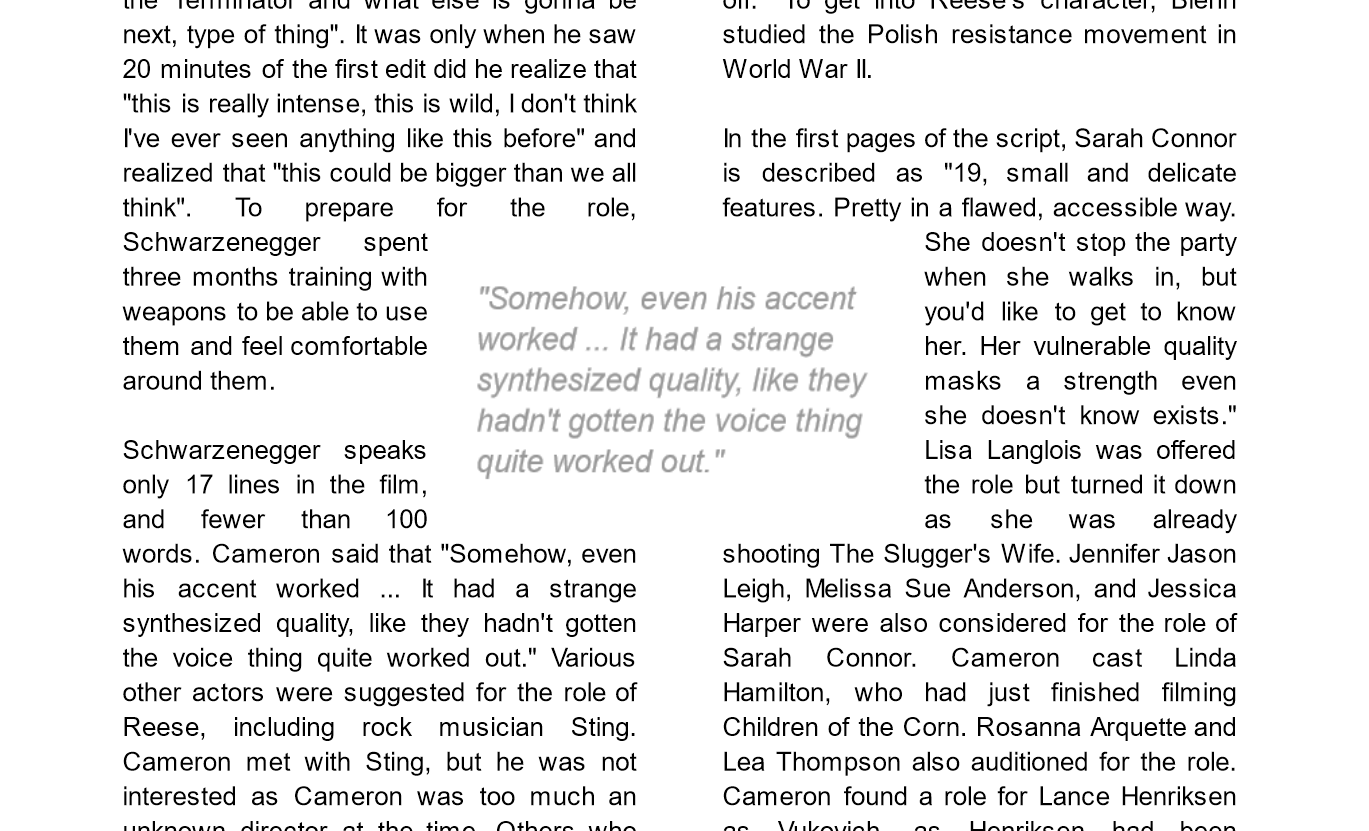
이 예에서 끌어오기 인용문은 두 열 사이의 중앙에 위치한다. 텍스트는 첫 번째 열의 맨 아래에서 "가져왔다"(pull).

풀 인용(pull quote)은 그래픽 디자인에서 기사에서 가져온 주요 문구, 인용문 또는 발췌문으로 페이지 레이아웃 그래픽 요소로 사용되어 독자를 기사로 유인하는 역할을 한다. 아니면 핵심 주제를 강조하는 역할을 한다. 일반적으로 더 크거나 독특한 서체로 같은 페이지에 배치된다. 풀 인용은 잡지, 신문 기사, 연례 보고서, 브로셔는 물론 웹에서도 자주 사용된다. 이미지나 일러스트레이션이 거의 없고 텍스트가 많은 페이지에 시각적 흥미를 더할 수 있다.
페이지에 풀 인용을 배치하는 방법은 출판물이나 웹사이트의 스타일 가이드에서 정의할 수 있다. 이러한 인쇄 장치는 페이지의 열과 정렬될 수도 있고 정렬되지 않을 수도 있다. 예를 들어 일부 디자이너는 견적을 정렬하지 않기로 선택한다. 이 경우 인용은 두 개 이상의 열로 잘린다. 풀 인용은 독자가 강조 표시된 자료에 대해 읽도록 유도하므로 인용문은 인용된 텍스트 앞에, 일반적으로 상당히 가까운 곳에 표시되어야 한다. 풀 인용은 인용되는 텍스트의 축어적 사본일 필요는 없다. 출판물의 하우스 스타일에 따라 인용은 표시 유무에 관계없이 공백을 위해 축약되거나 명확성을 위해 다른 말로 표현될 수 있다.
디자인 요소로서 풀 인용의 단점은 문맥에서 벗어난 유령 조각에 주의를 끌게 하여 텍스트를 순차적으로 읽는 데 투자한 독자의 읽기 과정을 방해할 수 있다는 것이다. 다른 극단에서는, 형식 없는 텍스트 벽을 깨기 위해 풀 인용을 사용하면 독자가 순서와 위치 감각을 유지하는 데 도움이 되는 시각적 랜드마크 역할을 할 수 있다.